# William George Cavendish-Bentinck
 (avril 2022).
La mise en forme du texte ne suit pas les recommandations de Wikipédia : il faut le « wikifier ».
Les points d'amélioration suivants sont les cas les plus fréquents. Le détail des points à revoir est peut-être précisé sur la page de discussion.
- Les titres sont pré-formatés par le logiciel. Ils ne sont ni en capitales, ni en gras.
- Le texte ne doit pas être écrit en capitales (les noms de famille non plus), ni en gras, ni en italique, ni en « petit »…
- Le gras n'est utilisé que pour surligner le titre de l'article dans l'introduction, une seule fois.
- L'italique est rarement utilisé : mots en langue étrangère, titres d'œuvres, noms de bateaux, etc.
- Les citations ne sont pas en italique mais en corps de texte normal. Elles sont entourées par des guillemets français : « et ».
- Les listes à puces sont à éviter, des paragraphes rédigés étant largement préférés. Les tableaux sont à réserver à la présentation de données structurées (résultats, etc.).
- Les appels de note de bas de page (petits chiffres en exposant, introduits par l'outil «  Source ») sont à placer entre la fin de phrase et le point final[comme ça].
- Les liens internes (vers d'autres articles de Wikipédia) sont à choisir avec parcimonie. Créez des liens vers des articles approfondissant le sujet. Les termes génériques sans rapport avec le sujet sont à éviter, ainsi que les répétitions de liens vers un même terme.
- Les liens externes sont à placer uniquement dans une section « Liens externes », à la fin de l'article. Ces liens sont à choisir avec parcimonie suivant les règles définies. Si un lien sert de source à l'article, son insertion dans le texte est à faire par les notes de bas de page.
- La présentation des références doit suivre les conventions bibliographiques. Il est recommandé d'utiliser les modèles {{Ouvrage}}, {{Chapitre}}, {{Article}}, {{Lien web}} et/ou {{Bibliographie}}. Le mode d'édition visuel peut mettre en forme automatiquement les références.
- Insérer une infobox (cadre d'informations à droite) n'est pas obligatoire pour parachever la mise en page.

Pour une aide détaillée, merci de consulter Aide:Wikification.
Si vous pensez que ces points ont été résolus, vous pouvez retirer ce bandeau et améliorer la mise en forme d'un autre article.
Pour les articles homonymes, voir William Cavendish-Bentinck et Cavendish-Bentinck.
William George Cavendish-Bentinck (6 mars 1854-22 août 1909), est député de Penryn et Falmouth entre 1886 et 1895, et s'est marié dans la famille américaine Livingston.

## Jeunesse
Cavendish-Bentinck est né le 6 mars 1854 de George Cavendish-Bentinck (1821–1891) et Prudentia Penelope Leslie (décédée en 1896), fille du colonel Charles Powell Leslie II (1769–1831). Son père, un avocat britannique, homme politique conservateur et joueur de cricket, député de 1859 à 1891, est le fils unique du major général Lord Frederick Cavendish-Bentinck (1781–1828), qui est le quatrième fils du Premier Ministre William Cavendish-Bentinck (3e duc de Portland) (1738–1809) et frère de William Bentinck (4e duc de Portland) (1768–1854).
Il fait ses études à Londres dans les écoles de Marlborough et de Harrow. Il est diplômé de l'université de Cambridge avec un baccalauréat ou une maîtrise ès arts (1876) (1879).

### Famille
Sa sœur aînée, Christina Anne Jessica Cavendish-Bentinck (décédée en 1912), épouse Sir Tatton Sykes, 5e baronnet (1826–1913) et est la mère de Sir Mark Sykes, 6e baronnet (1879–1919). Son jeune frère, William George Frederick Cavendish-Bentinck (1856–1948) est le père du 8e duc de Portland et du 9e duc de Portland. Sa sœur cadette, Mary Venetia Cavendish-Bentinck (1861–1948), épouse John Arthur James (1853–1917) et est la marraine de la reine mère Elizabeth.

## Carrière
Il est secrétaire particulier de Henry Holland (1er vicomte Knutsford) (1825–1914), au bureau des Colonial et de Frederick Stanley, 16e comte de Derby (1841–1908) au Board of Trade.
Il est capitaine du Dorsetshire Regiment, juge de paix pour le Dorset et avocat.
Aux élections générales de 1885, Cavendish-Bentinck se présente pour un siège au parlement mais sans succès, perdant contre David James Jenkins, un libéral qui obtient 52,3 % des voix. Il se présente à nouveau lors des élections générales de 1886 et est élu député de Penryn et Falmouth avec 52,2 % des voix.
Il gagne à nouveau aux élections générales de 1892, mais perd contre le libéral Frederick John Horniman aux élections générales de 1895.
En 1903, Cavendish-Bentinck se rend à Darbâr en passant par l'Égypte, visitant le Caire, Brindisi et Rome. Il est également administrateur du British Museum.
En 1904, tout en louant le château de Highcliffe, les Cavendish-Bentinck accueillent le roi Édouard VII, à Christchurch.

## Vie privée
Le 12 août 1880, il épouse Elizabeth Livingston (1855–1943) fille de Ruth Baylies (1817–1918) et Maturin Livingston, Jr. (1815–1888), qui vit à Staatsburg, New York, et la petite-fille de Maturin Livingston (en) (1769–1847), membre de l'éminente famille Livingston, qui est avocat et homme politique de New York. Sa sœur jumelle, Ruth T. Livingston (1855–1920), est l'épouse d'Ogden Mills (en) et la mère d'Ogden Livingston Mills, le secrétaire au Trésor des États-Unis. Ensemble, ils ont :
- Mary Augusta Cavendish-Bentinck (1881–1913), qui épouse John Gorman Ford (1866–1917), le 1er secrétaire de la légation britannique à Rome, fils du diplomate Clare Ford, le 3 novembre 1906[11].
- Ruth Evelyn Cavendish-Bentinck (1883–1978), qui épouse Walter Spencer Morgan Burns (1872–1929)[12], neveu de JP Morgan et petit-fils de Junius Spencer Morgan, tous deux banquiers américains bien connus, en 1907[13].

En 1899, Louisa Matilda Livingston, une cousine de l'épouse de Cavendish-Bentinck, qui est mariée à Elbridge Thomas Gerry (en), le petit-fils du petit-fils du vice-président américain Elbridge Gerry, donne une réception et danse en l'honneur de leur fille aînée, Mary, avant sa présentation le printemps suivant à la Cour de St. James et ses débuts ultérieurs dans la société de Londres. L'événement est également le début du fils de Gerry, Peter Robert Goelet Gerry (1879–1957).
Le 22 août 1909, Cavendish-Bentinck meurt, à 55 ans, à Forest Farm, Windsor, Berkshire,. En 1914, sa veuve construit un mausolée familial dans le cimetière de St Giles dans le Hertfordshire, conçu par Robert Weir Schultz.